# Chip-scale package

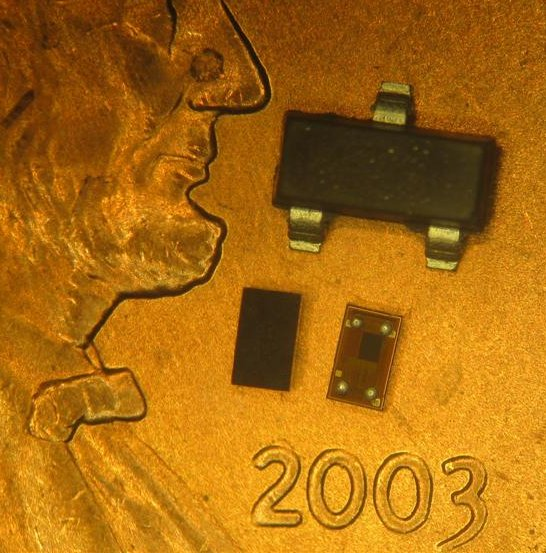
Fig.1 Exemple d'encapsulat CSP (a la part inferior de la imatge) comparat amb un encapsulat SOT23 (part superior).

Chip-scale-Package (amb acrònim anglès CSP) és un tipus d'encapsulat per a circuits integrats. El seu nom ve del fet que l'encapsulat és pràcticament tan petiti com el dau de silici. Segons la norma J-STD-012 de l'IPC, l'encapsulat CSP ha de tenir una àrea no superior a 1,2 cops l'àrea del dau de silici. La idea original la va proposar Junichi Kasai de Fujitsu i Gen Murakami d'Hitachi Cable. La primera implementació va venir de Mirsubishi Electric.

## Implementació
Hi ha dues metodologies de fabricació :
- Tecnologia Flip chip com els encapsulats BGA.
- Tecnologia wafer-level-package o WLP.

## Tipus de CSP
ElsCSP es poden classificar en els següents grups :
1. CSP (LFCSP) basats en estructura adaptable.
2. CSP basats en substrat flexible.
3. CSP (FCCSP) basats en Flip-chip.
4. CSP basats en substrat rígit.
5. CSP (WL-CSP) basats en la redistribució de l'oblia.